# شهرستان روزولت (مونتانا)
شهرستان روزولت، مونتانا (به انگلیسی: Roosevelt County, Montana) یک سکونتگاه مسکونی در ایالات متحده آمریکا است که در ایالت مونتانا واقع شده‌است.

## خصوصیات
شهرستان روزولت ۶٬۱۳۸٫۳۱ کیلومترمربع مساحت دارد.